# Rudolf Gottlieb
Rudolf Gottlieb (* 1. September 1864 in Wien; † 31. Oktober 1924 in Heidelberg) war ein deutscher Arzt und Pharmakologe. Wesentliche Quelle zur Kenntnis seines Lebens und Werks ist der Nachruf seines Lehrers Hans Horst Meyer, der ihn, obwohl elf Jahre älter, um fünfzehn Jahre überlebte.

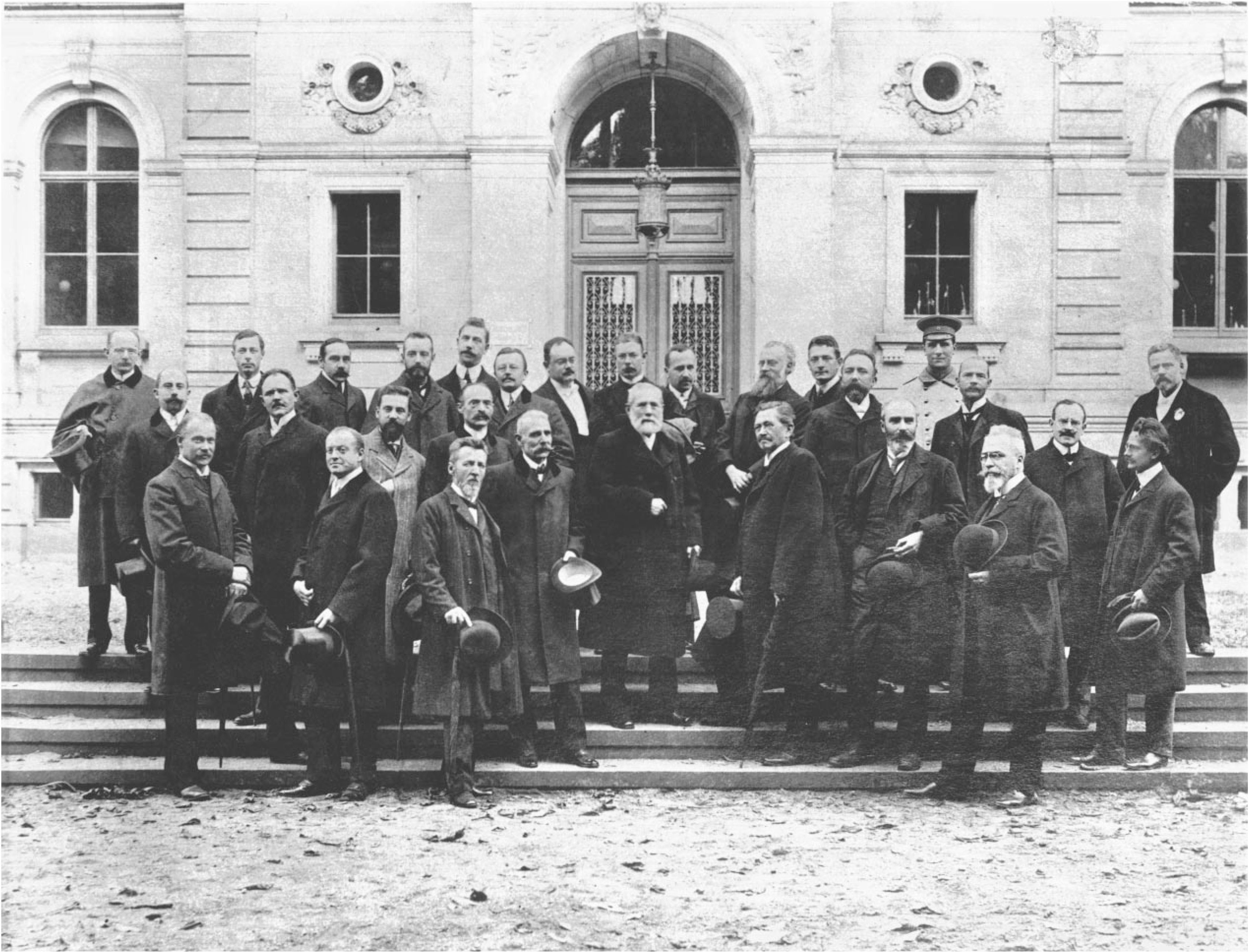
Pharmakologen vor dem Straßburger Institut 1908. Im Zentrum Oswald Schmiedeberg. Rudolf Gottlieb Dritter von rechts. Hans Horst Meyer vor unterster Stufe, Dritter von links.

## Leben
Gottliebs Eltern waren der Kaufmann Julius Gottlieb und seine Frau Josefine geb. Landauer. Rudolf studierte in Wien Medizin und wurde 1887 zum Dr. med. promoviert; dazu bedurfte es in Österreich keiner Dissertation. Als klinischer Assistent erkannte er seine Vorliebe für die Theorie und besuchte zu weiterer Ausbildung das Wiener „Laboratorium für angewandte medicinische Chemie“ des Chemikers Ernst Ludwig (1842–1915). Dort entstanden seine „Beiträge zur Kenntniss der Eisenausscheidung durch den Harn“. Nach Aufenthalten bei Paul Ehrlich in Berlin und Carl Weigert in Frankfurt am Main begab er sich 1889 in das zwei Jahre zuvor eröffnete Pharmakologische Institut von Oswald Schmiedeberg in Straßburg, das, wie er in einem Nachruf auf Schmiedeberg schrieb, „eine mächtige Anziehungskraft auf die deutsche Jugend ausübte“. Hier fand er einen Kreis wenig älterer begabter Kollegen wie Heinrich Dreser, später Laborleiter bei der Bayer AG und Miterfinder des Aspirins, Carl Jacobj, später Lehrstuhlinhaber in Göttingen und Tübingen, Hans Horst Meyer, später Lehrstuhlinhaber in Dorpat, dem heutigen Tartu, Marburg und Wien, Poul Edvard Poulsson (1858–1935), später Lehrstuhlinhaber an der Universität Oslo, und Waldemar von Schroeder (1850–1898), später Lehrstuhlinhaber in Heidelberg. 1890 wechselte er zu Hans Horst Meyer nach Marburg, 1891 zu Waldemar von Schroeder nach Heidelberg, der soeben sein neues Institut im Friedrichsbau bezogen hatte. Dort habilitierte er sich 1892 mit der Arbeit „Studien über die Wirkung des Pikrotoxins“. Im selben Jahr konvertierte er vom jüdischen Glauben zur evangelischen Konfession, und ein Jahr später heiratete er die Tochter des Heidelberger Physiologen Wilhelm Kühne Susette Elisabeth Helene, mit der er zwei Kinder hatte. Rufe auf Lehrstühle in Innsbruck und Prag lehnte er ab. Als von Schroeder 1898 unerwartet starb, wurde er dessen Nachfolger. Für zwei Amtsperioden war er Dekan der Medizinischen Fakultät, für eine Amtsperiode, 1913/14, Prorektor der Universität – als Rektor galt der badische 
Großherzog. Der Tod kam für seine Familie, Freunde und Schüler „zu früh, jedoch nicht unerwartet, nachdem das letzte Jahr seines Lebens von schwerem Leiden überschattet war.“

## Forschung
Meyer zählt in seinem Nachruf 58 Publikationen mit Gottlieb als Autor oder Koautor auf, dazu 169 Publikationen seiner Assistenten und Schüler ohne seinen Namen, „zumeist von ihm angeregt oder eingegeben, sämtlich aber unter seiner geistigen insbesondere auch kritischen Beteiligung zustande gekommen.“

### Eisen
In seiner Dissertation hatte Gottlieb gefunden, dass orale Einnahme von Eisen die Ausscheidung von Eisen im Harn nicht erhöhte. Folgerichtig beginnt seine zweite Arbeit zum Thema: „Die Frage nach der Resorbirbarkeit der Eisensalze ist trotz ihrer hohen therapeutischen Bedeutung noch heute unentschieden.“ Er wies nach, dass intravenös oder subkutan injiziertes Eisen im Tierversuch zu 60 bis 90 % im Stuhl ausgeschieden wurde. Die „grundlegenden Arbeiten“ galten später als Mahnung zur Vorsicht bei Resorptions- und Bilanzexperimenten, weil nämlich „bereits resorbiert gewesenes Eisen wiederum in den Darm zur Ausscheidung gelangt“.

### Krampfgifte
Picrotoxin löst Krämpfe ähnlich einem tonisch-klonischen  epileptischen Anfall aus. Nach Gottliebs Habilitationsschrift wirkt es dabei sowohl über Angriffspunkte im Rückenmark als auch über Angriffspunkte in der Medulla oblongata. Campher löste Krämpfe über Angriffspunkte im gesamten Zentralnervensystem aus. 1923 hat Gottlieb das Wissen über die Pharmakologie des Camphers in einem Handbuchbeitrag zusammengetragen. Campher war damals ein wichtiger Arzneistoff. Gottlieb und Hans Horst Meyer schrieben in ihrem Lehrbuch (s. u.; hier nach der 7. Auflage, der letzten von Gottlieb mitverfassten): „Die durch hohe Dosen von Campher an Warmblütern ausgelösten Krämpfe ... gehen von der Großhirnrinde aus. ... Die therapeutische Bedeutung der centralen Campherwirkungen beruht darauf, daß schon geringere als die krampfmachenden Gaben lebenswichtige Funktionen des Großhirns und der Medulla oblongata anregen. ... Die Indikation zur Anwendung dieser das Centralnervensystem erregenden Substanzen ist in allen akuten Lähmungszuständen gegeben, die durch ein Darniederliegen der lebenswichtigen Funktionen, der Atmungs- und Gefäßnervencentren, charakterisiert sind.“ Daneben sollte Campher auch direkt auf ein geschädigtes Herz wirken: „Bei der therapeutischen Anwendung zur Belebung des Kreislaufs in der Agone, wenn die Reizerzeugung im Herzen zu erlöschen droht, haben wir den Campher jedenfalls in erster Linie als Herzmittel zu betrachten.“ Mit Werner Schulemann, dem Leiter des Pharmakologischen Laboratoriums der Bayer AG, damals Farbenfabriken vorm. Friedrich Bayer & Co., entwickelte Gottlieb einen besser wasserlöslichen Campherabkömmling, der als Hexeton® in den Handel kam. Kliniker empfahlen ihn „warm“. Unter Gottliebs fortwirkendem Einfluss führte sein Schüler Fritz Hildebrandt (1887–1961) 1926 in Zusammenarbeit mit der Firma Knoll AG in Ludwigshafen am Rhein das ähnlich wirkende Pentetrazol (Cardiazol®) ein. Heute sind diese auch „Analeptika“ genannten Substanzen zwar für die Epilepsieforschung wichtig, als Arzneistoffe aber obsolet. Schon Mitte der 1930er Jahre äußerte sich der Pharmakologe Otto Krayer ironisch über „die Zeit, als keinem Patienten vor Gabe eines Analeptikums zu sterben erlaubt war. In Frankreich war es huile camphrée, in England Strychnin und in Deutschland Cardiazol.“

### Coffein und Theobromin
Mitte der 1890er Jahre wurde die Struktur der Methylxanthine Coffein, Theobromin und Theophyllin definitiv bestimmt. Wohl dadurch angeregt, dazu durch das Interesse Waldemar von Schroeders an der harntreibenden Wirkung des Coffeins, wandte sich Gottlieb dem Schicksal des Coffeins und Theobromins im Körper zu. Die Versuche führten „zu einem völlig unerwarteten Resultate“, nämlich dass ein großer Teil der beiden Stoffe demethyliert wurde. Demethylierungsprodukt war das Monomethylxanthin „Heteroxanthin“, 7-Methylxanthin. Zum selben Ergebnis kam gleichzeitig und unabhängig ein Forscher am Pharmakologischen Institut Straßburg. So wurde eine der praktisch wichtigsten Fremdstoff-Biotransformationen entdeckt.

### Adrenalin
Die 1894er Entdeckung von George Oliver und Edward Albert Schäfer in London, dass Extrakte des Nebennierenmarks den Blutdruck enorm steigerten, löste eine Flut von Forschung aus, besonders als man erkannte, dass die Extrakte ähnlich wirkten wie eine Reizung sympathischer Nerven. Gottlieb trug zu diesen frühen Ergebnissen – noch bevor von 1901 bis 1904 das Nebennierenmarkshormon Adrenalin rein dargestellt, in seiner Struktur aufgeklärt, chemisch synthetisiert und „Adrenalin“ oder „Epinephrin“ genannt worden war – dreifach bei. Schon 1896 bestätigte er die Ansicht von Oliver und Schäfer, dass die Extrakte direkt auf die Blutgefäße und das Herz wirkten und nicht, wie auch behauptet worden war, primär auf kreislaufsteuernde Nervenzellen im Gehirn. Zweitens wies er, unter anderem an isolierten Herzen, nach, dass die Wirkung auf das Herz unabhängig von der Gefäßwirkung war. Er irrte, als er vermutete, „im Gegensatz zu der musculären Theorie von Oliver und Schäfer [sei] die Blutdrucksteigerung ... zurückzuführen auf eine specifische Einwirkung des Giftes auf die Erregbarkeit intracardialer motorischer Ganglien und jener peripheren Gefässganglien, welche die Gefässweite beherrschen“.  Mit „Ganglien“ waren Nervenzellen gemeint; de facto greift Adrenalin direkt an den Herz- und Gefäßmuskelzellen an. Drittens regte Gottlieb seine Mitarbeiter zur Entwicklung empfindlicher und spezifischer biologischer Analysemethoden, „Bioassays“, an mit dem Ziel, Adrenalin im Blut zu quantifizieren. Chemische Analysemethoden waren zu unempfindlich. Als Hormon im damaligen Sinn – von einer endokrinen Drüse zur Steuerung anderer Organe ins Blut abgegebener Stoff – sollte Adrenalin ja im Blut vorkommen.
Adrenalin erweitert die Pupille. Unter Nutzung dieser Reaktion als „Bioassay“ ließ sich in Gottliebs Laboratorium in der Tat „Adrenalin“ – genauer gesagt ein wie Adrenalin wirkender Stoff – im Blut der Nebennierenvenen von Kaninchen nachweisen, nicht aber im venösen Mischblut aus dem ganzen Körper der Tiere. „Es ist also bewiesen, daß Adrenalin sich als ein physiologisches Sekret der Nebennieren in den Kreislauf ergießt.“ Mit der Kontraktion von Muskelstreifen des Uterus von Kaninchen und mit der Kontraktion von Blutgefäßen von Fröschen als „Bioassay“ dagegen wurde „Adrenalin“ auch im venösen Mischblut gefunden.  Die Befunde widersprachen sich also.
’
1912 verglichen Gottlieb und sein Mitarbeiter James Malachy O’Connor (1886–1974) die Analysemethoden. O’Connor, späterer Physiologe am University College Dublin, unternahm dann „auf Veranlassung von Herrn Professor Gottlieb den Versuch ..., die Ursachen für den verschiedenen Ausfall der Reaktionen aufzuklären“. Er bestätigte die früheren Heidelberger und Freiburger Messungen. Jedoch war der in venösem Mischblut gefundene Stoff nicht Adrenalin. Die früheren Versuche waren mit Blutserum durchgeführt worden, der nach der Blutgerinnung verbleibenden Flüssigkeit. Blutplasma, die ohne Gerinnung nach Abtrennen der Blutkörperchen verbleibende Flüssigkeit, wirkte in den Bioassays, zum Beispiel an Frosch-Blutgefäßen, nicht.„Die adrenalinvortäuschenden Substanzen gelangen somit bei der Gerinnung ins Serum. Die Frage, aus welchen Elementen sie stammen, können wir nur unvollkommen beantworten. Es ist wahrscheinlich, daß sie bei dem Zerfall der Blutplättchen, die bekanntlich bei der Gerinnung zugrunde gehen, entstehen. In der Tat läßt sich nachweisen, daß Extrakte von Blutplättchen des Kaninchens ... auf die Froschgefäße stark einwirken. Die diesbezüglichen Versuche sind noch nicht abgeschlossen. ... Der Nachweis, daß bei der Gerinnung eine gefäßverengernde Substanz aus den zerfallenden Zellen frei wird, erscheint mir auch von teleologischer Bedeutung für das Verständnis der Blutstillung zu sein; es ist zweckmäßig, daß bei der Gerinnung entstehende Substanzen lokal die Gefäße zu verengern vermögen, aus denen die Blutung erfolgt.“ O’Connors Arbeit ist eine der elegantesten aus Gottliebs Wirkungskreis. Sie legte den Grund für realistischere Messungen des Adrenalins im Blut und war eine Prophezeiung des Blutplättchen-Inhaltsstoffs Serotonin. Vittorio Erspamer, dessen Arbeiten ab 1937 zur Identifizierung des Serotonins führten, schrieb (aus dem Englischen): „Schon 1912 schloss O’Connor aus sorgfältigen Experimenten, dass die gefäßverengernde Substanz des Serums im zirkulierenden Plasma nicht vorhanden ist, vielmehr bei der Gerinnung aus Blutzellen, wahrscheinlich den Plättchen, freigesetzt wird. ... Schon O’Connor stellte auch die Hypothese auf, die Substanz könnte zur Blutstillung beitragen, wenn sie, aus einem Thrombus freigesetzt, die umgebende Gefäßmuskulatur zur Kontraktion bringt.“

### Andere Themen
Unmittelbar nach der Aufstellung der Lipoidtheorie der Narkose durch Hans Horst Meyer und Charles Ernest Overton von 1899 bis 1901 schrieb Gottlieb eine – die erste – gründliche Rezension. „Den wesentlichen Fortschritt, den die neue Theorie der Alkohol-Narkose bedeutet, sieht der Referent vor allem darin, dass die Untersuchungen von Hans Meyer und Overton zum erstenmal gesetzmässige Beziehungen aufgedeckt haben, die bei einer Reihe gleichartig wirkender Verbindungen zwischen Giftwirkung und einer nachweisbaren physikalisch-chemischen Bindung an bestimmte Zellbestandteile bestehen.“ Der Wille zu physikalisch-chemischer Erklärung zeigt sich auch in Arbeiten zu Wirkunterschieden von Enantiomeren. Zumindest quantitativ der fruchtbarste Mitarbeiter Gottliebs war Rudolf Magnus, später Gründer des ersten Pharmakologischen Instituts der Niederlande in Utrecht. Gemeinsam oder separat schrieben sie „Über Diurese“ (5 so betitelte Mitteilungen), über „Versuche am überlebenden Dünndarm von Säugetieren“ (6 so betitelte Mitteilungen), über „Die stopfende Wirkung des Morphins“ (2 so betitelte Mitteilungen) und über Herzglykoside. Herzglykoside waren auch für andere am Institut ein Thema, so für Albert Fraenkel (Mediziner, 1864), der im Sommer in Badenweiler als Arzt praktizierte, im Winter im Heidelberger Institut experimentierte. Von ihm stammt eine grundlegende Arbeit über die Anhäufung („Kumulation“) mancher Herzglykoside im Körper bei längerer Einnahme.

## „Der Meyer-Gottlieb“

Titelei der 9. Auflage des „Meyer-Gottlieb“ 1936
(1) Aus dem Vorort zur 1. Auflage 1910
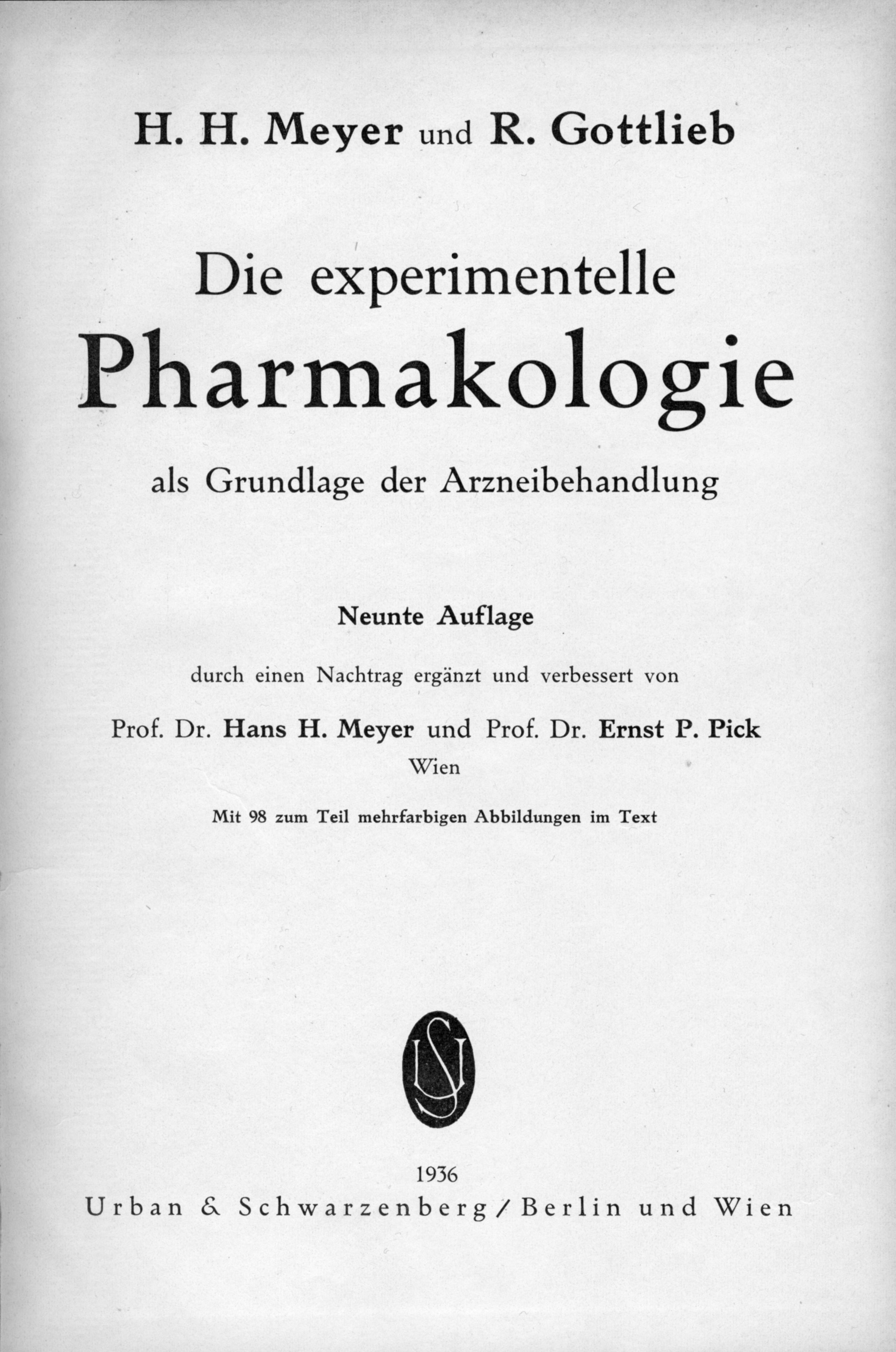
(2) Ursprüngliche Titelseite
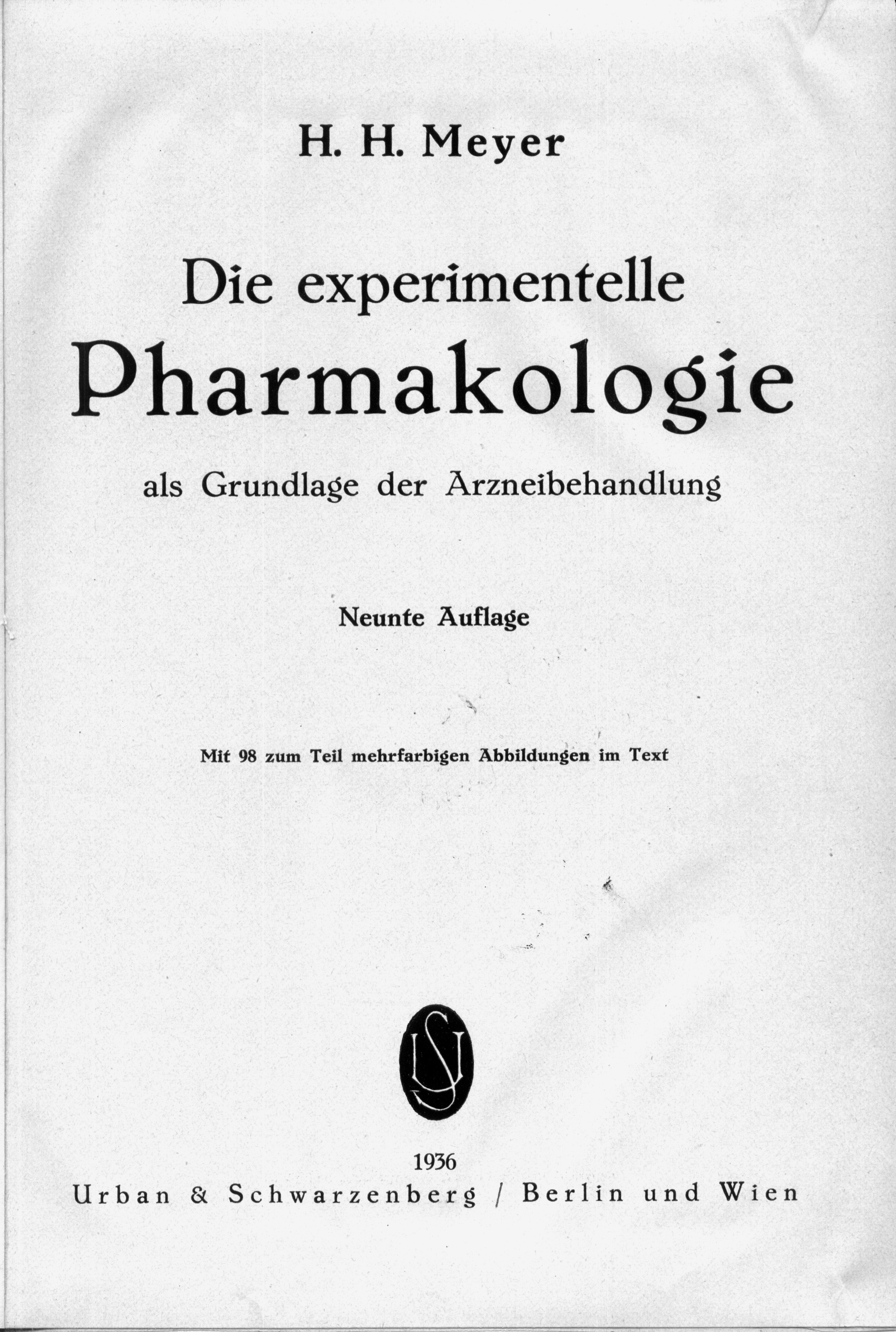
(3) Purifizierte Titelseite

1910 erschien „Die experimentelle Pharmakologie als Grundlage der Arzneibehandlung“ von Hans Horst Meyer, Wien, und Rudolf Gottlieb, Heidelberg. Im Vorwort verstehen die Autoren die Pharmakologie einerseits als „Teil der Biologie“, andererseits als „theoretische Grundlage der Arzneibehandlung“, so wie Oswald Schmiedeberg das Fach verstanden hatte, dem sie gemeinsam mit dem Internisten Bernhard Naunyn das Buch widmeten. Es erlebte neun Auflagen, im Laufe derer es von 483 auf 813 Seiten wuchs. Gottlieb blieb Koautor bis zur 7. Auflage 1925, die ein Jahr nach seinem Tod erschien. Die 8. Auflage, 1933, schrieb Meyer mit dem an seinem Wiener Institut tätigen Ernst Peter Pick. In der 9. Auflage, 1936, blieb der Haupttext unverändert, wurde aber durch einen 62-seitigen Nachtrag ergänzt und aktualisiert.
Sigurd Janssen, der von 1921 bei 1923 bei Gottlieb arbeitete, schrieb: „Das Lehrbuch ... wurde für Ärzte und Studenten, deren Denken durch Anatomie und Physiologie vorgebildet war, verständlich und anziehend. Es hat bis 1933 kein Lehrbuch der Pharmakologie gegeben, das mehr Einfluß auf die Ärztewelt gehabt hat als ‚der Meyer-Gottlieb‘. Das Werk beider Autoren ist damit grundlegend und von größter Bedeutung für unsere Wissenschaft und für die gesamte Medizin geworden.“
Nach 1933 aber wurde das Buch vom Nationalsozialismus bedrängt. Rudolf Gottlieb und Hans Peter Pick waren Juden; bei Hans Horst Meyer war man anscheinend nicht sicher. Der Wechsel der Titelei während des Drucks der 9. Auflage zeigt eine orwellsche Zensurpraxis. Die Titelei existiert in zwei Fassungen, einer ursprünglichen und einer „entjudeten“. Der Auszug aus dem Vorwort der 1. Auflage(1) blieb unverändert. Das ursprüngliche Titelblatt(2) entsprach vollständig früheren Auflagen mit Nennung von Meyer, Gottlieb und Pick. In der purifizierten Version(3) sind Gottlieb und Pick sowie der Hinweis auf den Nachtrag gelöscht.

## Schüler
Die folgenden Wissenschaftler haben sich zu Gottliebs Zeit in Heidelberg habilitiert oder nach ihrer Tätigkeit dort führende akademische Stellungen erreicht (mit Eintrittsjahr ins Institut):
- Rudolf Magnus (1898) s. o., habilitiert 1900
- Martin Jacoby (1900) habilitiert 1901
- Erwin Rohde (1904) habilitiert 1910
- J. M. O’Connor (1911) s. o.
- Philipp Ellinger (1913) habilitiert 1921; später Lehrstuhlinhaber in Düsseldorf; * 1887 in Frankfurt am Main, † 1952 in London
- Hermann Freund (1919) habilitiert 1921; später Lehrstuhlinhaber in Münster; * 1882 in Breslau, † 1944 im KZ Auschwitz
- Fritz Hildebrandt (1919) s. o., habilitiert 1921; später Lehrstuhlinhaber in Düsseldorf und Gießen; * 1887 in Mannheim, † 1961 in Freudenstadt
- Sigurd Janssen (1921) später Lehrstuhlinhaber in Freiburg im Breisgau; * 1891 in Düsseldorf, † 1968 in Freiburg im Breisgau
- 1923 Karl Zipf (1923) später Lehrstuhlinhaber in Königsberg und München; * 1895 in Oberkirch (Baden), † 1990 in Leutershausen an der Bergstraße.

## Anerkennung
1911 wurde Gottlieb Mitglied der Deutschen Akademie der Naturforscher Leopoldina, 1913 Mitglied der Heidelberger Akademie der Wissenschaften.